# Tricolorabilité

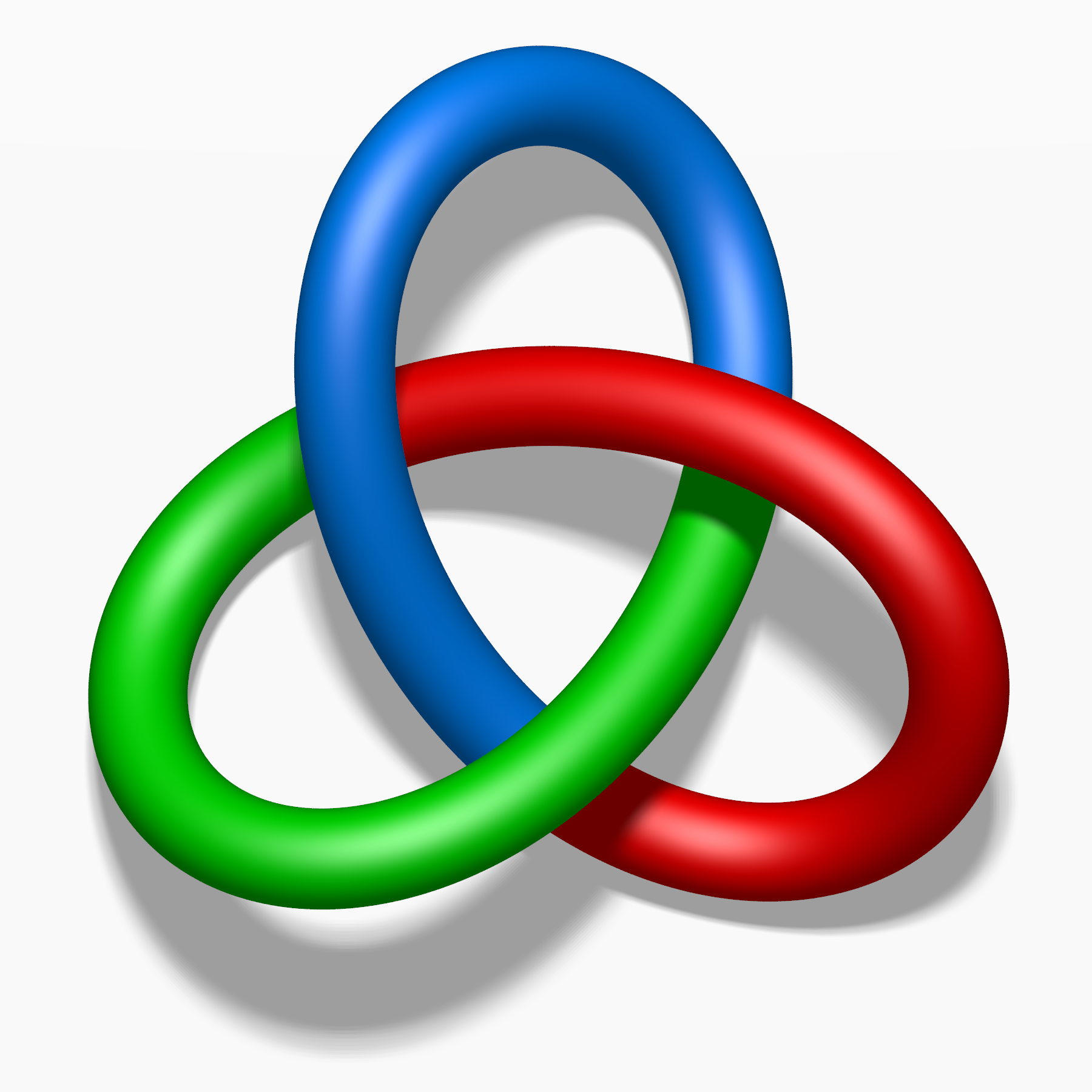
Le noeud de trèfle est tricolorable

En théorie des nœuds, le tricolorabilité est la propriété d'un nœud que l'on peut colorer en trois couleurs différentes en respectant les règles suivantes : 
- Le changement de couleur ne peut se faire qu'à un endroit caché de la corde.
- À un croisement, on doit trouver soit les trois couleurs, soit une seule.

Cette propriété est un invariant de nœuds, c'est-à-dire qu'un nœud qui est, ou non, tricoloriable, le reste quand on le déforme en respectant les règles topologiques des nœuds. Elle aide donc à déterminer si deux nœuds sont bien distincts ou équivalents.
Cette propriété est reliée au polynôme d'Alexander : le nœud est tricolorable si et seulement si la valeur du polynome d'Alexandre pour {\displaystyle t=-1} est divisible par 3. Ainsi, par exemple, le nœud de trèfle donné en illustration a pour polyôme d'Alexander {\displaystyle \Delta (t)=t-1+t^{-1}}. {\displaystyle \Delta (-1)=-3} qui est bien divisible par 3.
Cette propriété se généralise en p-colorabilité pour tout p premier. Un nœud est p-colorable (coloriable avec p couleurs différentes) si et seulement si {\displaystyle \Delta (-1)} est divisible par p. 